# 赤ん坊の食事
『赤ん坊の食事』（あかんぼうのしょくじ、フランス語: Le Repas de Bébé）は、1895年に制作された、フランスの短編白黒サイレント映画のドキュメンタリーで、ルイ・リュミエールが監督、プロデューサー、アンドレ・リュミエール (Andrée Lumière) が主役を務めた。
この映画は、1895年12月28日にパリのキャピュシーヌ大通り14番地にあったグラン・カフェのサロン・ナンディアン（インドの間）でおこなわれた、リュミエール・シネマトグラフの最初の商業的な上映の一部に含まれていた。
主役となった赤ん坊（女の子）アンドレ・リュミエール (Andrée Lumière) は、24歳の時にリヨンで、スペインかぜのために死去した。

## 制作

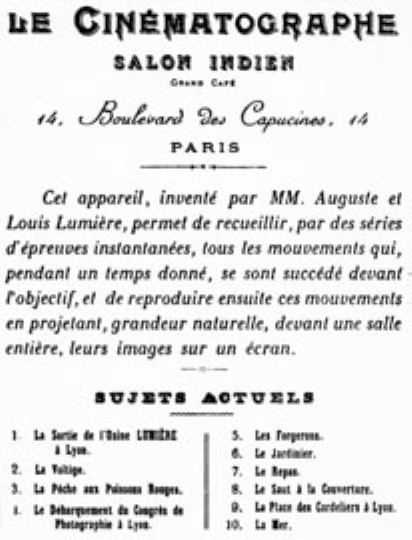
初公演時のプログラム

初期のリュミエール映画の例に漏れず、この映画は、35ミリフィルムを用いて作られ、アスペクト比は 1.33:1 である。本作を撮影したシネマトグラフは、多機能のカメラであり、映画の映写機としても、現像機としても用いることができた。

## 内容
この映画は、ひとつだけのショットから成っており、オーギュスト・リュミエールと彼の妻、そして夫妻の娘である赤ん坊アンドレ・リュミエールが、田舎で朝食をとっている様子が映されている。
初期のリュミエール兄弟の一連の作品のひとつである『赤ん坊の食事』は、ルイ・リュミエールが、兄の家族の様子を捉えたものである。オーギュストの娘アンドレは、45秒ほどの動画の主役になっており、まるで熱心なアマチュア写真家による家族のスナップ写真のような作品になっている。

## キャスト
- アンドレ・リュミエール - 本人、「赤ん坊」
- オーギュスト・リュミエール - 本人、オーギュスト・リュミエール
- マルゲリート・リュミエール夫人 - 本人、マルゲリート・リュミエール

## 上映
『赤ん坊の食事』が最初に上映されたのは、1895年6月10日、数日間続いた、リヨンで開催されたフランス写真家協会の会合の中でのことで、これはリュミエール兄弟が多人数の相手に彼らの映画作品を上映した最初の機会であった。以降、数ヶ月の間に、兄弟は様々な写真関係、科学関係の団体の会合で彼らの映画を上映した。『赤ん坊の食事』はそのほとんどの機会に取り上げられた。
1897年以降、リュミエール兄弟が映画制作からほとんど手を引いた後も、この映画はリュミエール協会によって配給され続けた。1905年、協会の最後のカタログには、既に10年が経過していた本作が、作品番号 88 として記載されていた

## 評価
後に映画制作のパイオニアのひとりとなるジョルジュ・メリエスは、最初の商業的な上映に立ち会ったひとりであったが、『赤ん坊の食事』の印象を詳しく書き残した。しかし、メリエスの印象に残ったのは、前景ではなく画面の背景であった。メリエスは、風にそよぐ木々の葉の様子を描写した。
朝食を自然の中に配置するという、このような意図的な演出について、映画史研究家たち、例えばアンリ・ラングロワは、印象派の絵画との関連性を見出している。『赤ん坊の食事』で採用されている、やや近接したセッティングは、例えばピエール＝オーギュスト・ルノワールやメアリー・カサットのような印象派の画家たちによる肖像画を思わせる。アラン・ウィリアムズ (Alan Williams) は、この映画の唯一のショットの構成が、芸術的観点からなされているという点を強調している。つまり、家の壁が背景に対角線を作り、それが映画に空間的な深みを加えているのである。
映画史研究家のリー・グリーヴソン (Lee Grieveson) とピーター・クレーマー (Peter Krämer) は、『赤ん坊の食事』が、映画という新しいメディアの受容にとって重要な貢献をしたと述べている。トーマス・アルヴァ・エジソンの初期の映画群がもっぱら男性の観客に訴求するものであったのに対し、中流階級家庭の真正性のある描写はより広い観衆に向けられたものであった。『赤ん坊の食事』のような映画は、初期の映画が家族全体にとっての娯楽の形となっていく助けとなったのである。

## 現況
この短編映画はすでに十分に古く、インターネットから自由にダウンロードできる。また、数多くの映画集にも収録されており、例えば、『Landmarks of Early Film volume 1』や『The Movies Begin – A Treasury of Early Cinema, 1894–1913』に入っている。さらに、1992年に制作されたドキュメンタリー映画『ビジョンズ・オブ・ライト 光の魔術師たち (Visions of Light)』の一部にも組み込まれ、1996年のコンピレーション『The Lumière Brothers' First Films』にも収録された。